# 克里斯托弗·梅策尔德
克里斯托弗·梅策尔德（德語：Christoph Metzelder，1980年11月5日—），已退役德國足球運動員，司職後衛。

## 生平

### 多蒙特
這名球員早年出身於德國中下游球會，至2000年起加盟德甲上游球會多蒙特。雖然已擔任正選，真正嶄露頭角的，是在2002年入選德國國家隊出賽當屆世界杯後的事。當屆梅斯達乃當屆德國隊中最年青的球員。
在效力多蒙特期間，梅斯達為多蒙特贏過一屆德甲聯賽冠軍（200），並打入歐洲足協杯決賽，贏得亞軍。不過此後數個球季，梅斯達都是處於傷患影響下，以致上陣時間不多。幸而仍能趕及傷愈復出，得以入選國家隊出戰在德國本土舉行的2006年世界盃。他在決賽周的比賽中，多以正選姿態上陣。可惜世界杯過後他又一次養傷，一段時間才復元。

### 皇家馬德里
2006年世界盃後，梅斯達開始受到一些海外球會的招攬，包括英超曼聯和西甲皇家馬德里。其中曼聯領隊費格遜曾稱梅斯達是代替陣中老將加里·內維爾的最佳人選；而皇馬會長卡達朗亦公開宣稱要在短期內作有關收購。
2007年夏天，梅斯達與多蒙特約滿後，以自由身轉會皇家馬德里。但大部份時間，他都是以養傷居多。

### 史浩克04
2010年4月下旬，史浩克04於官網宣佈，梅斯達自由加盟，簽約3年。首季梅斯達上陣了達32場比賽，但此後兩季，正選上陣時間減少，其中第三季更只上陣了4場聯賽。到2013年夏，梅斯達宣告退役。

## 榮譽

### 球會
多蒙特
- 德甲冠軍：2001/02年；
- 德國足球協會聯賽盃亞軍：2003年；
- 歐洲足協杯亞軍：2001/02年；

皇家馬德里
- - 西甲冠軍：2007/08年；
  - 西班牙超級盃冠軍：2008年；

沙爾克04
- 德国足协杯冠軍：2010/11年；

### 國家隊
- 世界盃：2002(亞軍)、2006(季軍)；

## 外部連結
- Real Madrid profile
- fussballdaten.de：Christoph Metzelder之統計數據 （德文）
- BDFutbol profile （页面存档备份，存于）
- 克里斯托弗·梅策尔德在National-Football-Teams.com的資料
- 官方网站 （德文）

1. ↑   (PDF). FIFA.com: 12.   [26 July 2013]. （原始内容 (PDF)存档于2013-11-05）.